# Physiculus cyanostrophus
Physiculus cyanostrophus is een straalvinnige vissensoort uit de familie van diepzeekabeljauwen (Moridae). De wetenschappelijke naam van de soort is voor het eerst geldig gepubliceerd in 2002 door Anderson & Tweddle.